# Hossam Abdelmaguid
Hossam Abdelmaguid (El Cairo, 30 de abril de 2001) es un futbolista egipcio que juega en la demarcación de defensa para el Zamalek Sporting Club de la Liga Premier de Egipto.

## Selección nacional
Tras jugar en las categorías inferiores de la selección, finalmente el 12 de septiembre de 2023 hizo su debut con la selección de Egipto en un partido amistoso contra Túnez que finalizó con un resultado de 1-3 a favor del combinado tunecino tras los goles de Aïssa Laïdouni, Hamza Rafia y un autogol de Hamdy Fathy para Túnez, y de Omar Kamal para Egipto.

## Clubes
| Club          | País   | Año   | Partidos | Goles |
| ------------- | ------ | ----- | -------- | ----- |
| Zamalek S. C. | Egipto | 2020- | 104      | 8     |